# Pseudagrion vakoanae
Pseudagrion vakoanae är en trollsländeart som beskrevs av Aguesse 1968. Pseudagrion vakoanae ingår i släktet Pseudagrion och familjen dammflicksländor. IUCN kategoriserar arten globalt som otillräckligt studerad. Inga underarter finns listade i Catalogue of Life.